# 영녕 (후조)
영녕(永寧)은 중국 후조(後趙) 신흥왕(新興王) 석지(石祗)의 연호이자 후조의 마지막 연호이다. 350년 3월에서 351년 4월까지 1년 1개월 동안 사용하였다. 350년 윤2월, 염민(冉閔)이 염위(冉魏)를 건국하고 석감(石鑒)을 폐위·살해하자 석지는 양국(襄國)으로 도망쳐 제위에 올랐다. 351년에는 칭제를 중지하고 조왕(趙王)을 자칭하였으며, 4월에 부하 유현(劉顯)이 석지를 살해하고 염위에 항복함으로써 연호는 폐지되고 후조는 멸망하였다.
같은 시기에 사용된 다른 연호로는 동진(東晉)에서 사용한 영화(永和 : 345년 ~ 356년), 전량(前凉)에서 사용한 건흥(建興 : 314년 ~ 361년), 전진(前秦)에서 사용한 황시(皇始 : 351년 ~ 355년), 대(代)에서 사용한 건국(建國 : 338년 ~ 376년), 염위(苒魏)에서 사용한 영흥(永興 : 350년 ~ 352년)이 있다.

## 연대대조표
| 영녕                | 원년            | 2년             |
| 서력                | 350년           | 351년           |
| 육십간지 (六十干支) | 경술(庚戌)      | 신해(辛亥)      |
| 동진 (東晉)         | 영화(永和) 6년  | 7년             |
| 전량 (前凉)         | 건흥(建興) 38년 | 39년            |
| 전진 (前秦)         | -               | 황시(皇始) 원년 |
| 염위 (苒魏)         | 영흥(永興) 원년 | 2년             |
| 대 (代)             | 건국(建國) 13년 | 14년            |

## 같이 보기
- 다른 왕조의 같은 연호
  - 후한(後漢) 영녕(120년 ~ 121년)
  - 서진(西晉) 영녕(301년 ~ 302년)

- 중국의 연호

| 이전 연호 청룡(靑龍) | 중국의 연호 후조(後趙) | 다음 연호 - |